# 倉敷浅尾騒動
倉敷浅尾騒動（くらしきあさおそうどう）は、慶応2年（1866年）、長州藩第二奇兵隊幹部の立石孫一郎に率いられて脱走した約100人が倉敷代官所を焼払い、総社浅尾藩陣屋を襲撃した事件。
- 倉敷代官所は、江戸幕府直轄の代官所。
- 浅尾藩は、元治元年（1864年）、禁門の変（蛤御門の変）で会津藩とともに御門直近の警護をしていた藩。

## 倉敷代官所襲撃
慶応2年4月10日（1866年5月24日）早暁、強雨の中襲撃、代官所襲撃の主目標は、代官の誅殺であったが、代官桜井久之介は、広島に出張中で不在。幕府側の上級武士はいち早く逃亡し、代官所に踏みとどまった長谷川仙介、小松原芳太郎など9名が死亡した。 襲撃後、立石ら襲撃部隊は総社に向い、宝福寺に宿営した。

## 総社浅尾藩陣屋襲撃
同4月13日暁七ツ（午前2時）、浅尾藩陣屋に到着した襲撃部隊は、まず郡会所と観蔵寺に放火。さらに藩士宅などに火をかけた。浅尾藩陣屋内はたちまち大混乱に陥った。浅尾藩は大砲3発を発射したが、生存者の全員が陣屋から逃げ去った。

## 襲撃後
浅尾藩陣屋襲撃後、襲撃部隊は高梁川河口付近において休憩中に、広島から派遣された幕府軍の銃撃を受けて潰走、長州藩領へ逃げ帰る。
長州藩の命令で襲撃させたと誤解が生じぬよう木戸孝允は、近隣諸藩に「浮浪の者の虚言」であったと申し開きをするとともに脱走兵の逮捕を依頼し、同時に長州藩内の規律を厳重にするよう手配した。その後、捕らえられた暴徒や脱走兵は厳刑に処され、近隣諸藩に敵意のないことを説明するなど、事後処理を厳正に行った。
立石孫一郎は隊士の助命嘆願工作中に潜伏先で殺害され、脱走隊士の多くが藩政府により捕縛、処刑された。

## 関連作品
- 『倉敷の若旦那』 司馬遼太郎（講談社文庫『アームストロング砲』収録）